# Limbé (arrondissement)
Limbé (Haïtiaans-Creools: Lenbe) is een arrondissement van het Haïtiaanse departement Nord, met 106.000 inwoners inwoners. De postcodes van dit arrondissement beginnen met het getal 16.
Het arrondissement Limbé bestaat uit de volgende gemeenten:
- Limbé (hoofdplaats van het arrondissement)
- Bas-Limbé